# Boss Bitch
Boss Bitch  (Eigenschreibweise: Bo$$ Bitch) ist das Debütalbum der deutschen Sängerin Katja Krasavice. Es ist am 17. Januar 2020 erschienen.

## Hintergründe
In den Jahren 2017 und 2018 konnte die durch ihre YouTube-Videos bekannte Katja Krasavice mit ihren ersten drei Singles Doggy, Dicke Lippen und Sex Tape in Deutschland und Österreich Top Ten-Positionen, darunter sogar eine Nummer-eins-Platzierung, erzielen. 2019 unterzeichnete sie einen Vertrag mit dem Label Warner Music, bei dem ihr erstes Album erschienen ist. Aufgrund der unterschiedlichen Plattenfirmen sind ihre ersten drei Lieder nicht auf dem Werk enthalten.
Sämtliche Titel des Albums wurden von der Interpretin selbst geschrieben. Mit Ausnahme von Wer bist du, welches von Lucry produziert wurde, übernahmen The Ironix die Produktion des Werkes.
Es wurden vier Singles aus dem Album ausgekoppelt: Gucci Girl, Sugar Daddy, Wer bist du und Casino. Erstere war ein moderater kommerzieller Erfolg und konnte in Deutschland und Österreich jeweils Platz 21, sowie in der Schweiz Platz 80 erreichen; Casino kletterte auf Platz 44 in Deutschland. Die anderen beiden Lieder konnten sich nicht in den Charts beweisen. Zusätzlich wurde vorab ein Snippet des Titeltracks veröffentlicht sowie am Tag des Albumreleases ein Musikvideo zu Rodeo herausgebracht.
Neben der gewöhnlichen Edition ist zudem eine Deluxe-Box des Werkes erhältlich, der neben dem Album Krasavices Handynummer, eine als Backstagepass zu ihren Konzerten fungierende Maske, eine lebensgroße Fahne, ein von der Künstlerin selbst getragener Tanga, eine Sexpuppe und eine handsignierte Autogrammkarte beiliegen. Die Musikerin verkündete, dass der Preis der Box die Kosten nicht abdecke, weshalb sie mit dieser keinen Gewinn erzielen würde. Die Deluxe-Box des Albums wurde 10.000 Mal vorbestellt.

## Musik und Texte
Boss Bitch stellt einen Stilwechsel Krasavices im Vergleich zu ihren ersten drei Singles dar. So kehrt die Interpretin vom Dance-Pop ab und bindet Elemente aus Contemporary R&B, Trap und Afrotrap, auf Sugar Daddy auch Latin, in ihre Popmusik mit ein. Sie setzt nun vermehrt auf den Stimmeffekt Autotune, um ihren Gesang zu verfremden. Inhaltlich drehen sich die Lieder um den luxuriösen Lebensstil der Künstlerin, plastische Chirurgie, ihr Sexualleben und ihren Umgang mit ihrem Ruhm und der damit verbundenen negativen Rezeption.

## Covergestaltung
Auf dem Coverartwork zu Boss Bitch ist die Künstlerin dreimal nebeneinander am Boden hockend abgebildet, wobei die mittlere Variante auf einem Podest sitzt. Die linke Abbildung Krasavices trägt hautenge, arm- und beinfreie rote Kleidung und Stöckelschuhe sowie glatte, offene Haare; die rechte langärmeliges, aber immer noch beinfreies Gewand in Schwarz sowie Schuhe im Netzlook und einen Pferdeschwanz. Deutlich am freizügigsten zeigt sich die sich zentral im Motiv befindliche Darstellung der Musikerin. Diese ist nur mit einem weißen Höschen, Pasties und einem silbernen, mit langen Schnüren versehenen Halsband bekleidet, und trägt die Haare wellig. Im Hintergrund ist ein aus rosafarbenen LED-Leuchten geformtes Dreieck zu sehen. Am oberen Bildrand ist in selbem Look der Albumtitel zu sehen. Der Name der Interpretin steht unten, wobei der Vorname rosa und in Handschrift, und der Nachname in gedrucktem Schwarz zu lesen ist.

## Titelliste
| Nr. | Titel              | Länge |
| --- | ------------------ | ----- |
| 1.  | Uhuh               | 2:11  |
| 2.  | Rodeo              | 2:54  |
| 3.  | Gucci Girl         | 2:43  |
| 4.  | Frühstück ans Bett | 3:25  |
| 5.  | Lolli              | 2:51  |
| 6.  | Sugar Daddy        | 2:40  |
| 7.  | Nudes              | 2:05  |
| 8.  | Liebeslieder       | 3:11  |
| 9.  | Wer bist du        | 2:26  |
| 10. | Alles bounct       | 2:02  |
| 11. | Boss Bitch         | 2:22  |
| 12. | Casino             | 3:21  |
| 13. | Kein Problem       | 2:37  |
| 14. | Ein ander Mal      | 3:07  |

## Rezeption

### Rezensionen
Das deutschsprachige Online-Magazin laut.de bewertete das Album als eines der „miesesten Alben des Halbjahres“. Am Jahresende betitelte das Online-Magazin Boss Bitch als eines der „schlimmsten Alben des Jahres 2020“. Die Redaktion stellt sich die Frage, wieso dieses Album überhaupt existierte respektive, für wen es gemacht sei. Fürs „Liebe-Machen“ könne es kaum ungeeigneter sein, den meisten Personen über zwanzig entlocke es bestenfalls eine gehörige Portion Fremdscham. Selbst auf dem Schulhof, wo sich wohl ein Großteil von Krasavices Fans tummele, dürfe Boss Bitch lediglich als Substitut für die ehedem populären “verbotenen Filme” dienen. 2020 reiche man keine Evil-Dead-Schwarzkopien mehr herum, sondern lausche gemeinsam schelmisch grinsend Texten über Sugar-Daddys und Doggystyle.

### Charts und Chartplatzierungen
| ChartsChartplatzierungen | Höchstplatzierung | Wochen |
| ------------------------ | ----------------- | ------ |
| Deutschland (GfK)        | 1 (11 Wo.)        | 11     |
| Österreich (Ö3)          | 2 (7 Wo.)         | 7      |
| Schweiz (IFPI)           | 5 (1 Wo.)         | 1      |